# Campylaspis tuberculata
Campylaspis tuberculata är en kräftdjursart som beskrevs av Zarui Muradian 1976. Campylaspis tuberculata ingår i släktet Campylaspis och familjen Nannastacidae.
Artens utbredningsområde är Uruguay. Inga underarter finns listade i Catalogue of Life.